# Nespočetná množina
Nespočetná množina je množina, kterou nelze vzájemně jednoznačně zobrazit na žádnou podmnožinu množiny přirozených čísel.

## Úvodní přiblížení
Pojem nespočetná množina znamená zjednodušeně řečeno „množina, jejíž prvky nelze spočítat“, tj. očíslovat přirozenými čísly – přitom je jedno, zda použijeme konečný nebo nekonečný počet přirozených čísel.

## Definice
Množina je nespočetná, když neexistuje prosté zobrazení z dané množiny na množinu přirozených čísel. Nespočetná množina má tedy více prvků než množina přirozených čísel.

## Příklad první – racionální čísla jsou spočetná
Hezkým příkladem množiny, která vypadá „hodně velká“ a přitom není nespočetná (v takovém případě mluvíme o spočetné množině), je množina racionálních čísel. Dokázat to lze tak, že si racionální čísla (zlomky ve tvaru x/y, kde x je celé, y kladné celé, a čísla x a y jsou nesoudělná) seřadím vzestupně nejprve podle součtu absolutních hodnot x a y, v případě rovnosti pak podle velikosti y, v případě rovnosti podle obou těchto kritérií podle velikosti x. Získám tím řazení racionálních čísel 0/1, -1/1, 1/1, -2/1, 2/1, -1/2, 1/2,… a tak dále a tak dále. Takovou řadu pak snadno očísluji čísly 1,2,3,…
Závěr: Množina racionálních čísel není nespočetná, i když vypadá hodně „hustá“ – v sebemenším netriviálním intervalu na číselné ose je nekonečně mnoho racionálních čísel (netriviální – ve smyslu, že obsahuje víc než jeden bod).

## Příklad druhý – reálná čísla jsou nespočetná
Ačkoliv se zdá, že racionální čísla vyplňují číselnou osu tak hustě, že už tam na jiná reálná čísla – iracionální čísla – příliš mnoho místa nezbývá, opak je pravdou – množina reálných čísel je nespočetná, je jich dokonce nespočetně mnoho v libovolném netriviálním intervalu. Důkaz tohoto překvapujícího tvrzení se provádí Cantorovou diagonální metodou a v době svého zveřejnění znamenal v teorii množin a teorii čísel převrat srovnatelný s tím, co fyzice přineslo zveřejnění teorie relativity.